# Recruitment of loudness
Recruitment of loudness (eller loudness recruitment) är en typ av ljudöverkänslighet som förekommer hos personer med hörselnedsättning och innebär att hörstyrkan ökar väldigt snabbt. Vid hörselnedsättning är avståndet mindre mellan hörseltröskeln (där ljudet blir hörbart) och den nivå där ljudet känns obehagligt starkt. Effekten blir att först hörs ingenting, sen ingenting och sedan hörs lite och efter det är ljudet plötsligt för starkt – en ”ketchupeffekt”.
Loudness recruitment har länge ansetts vara en specifik indikator på skador på hörselsnäckan, som visar att hörselsnäckan uppfattar onormal förstärkning när ljudsignalen ökar. Loudness recruitment är därför en klinisk störning snarare än en oberoende sjukdom.

## Orsaker
Patienter med loudness recruitment rapporterar ofta en historia av bullerexponering, utvecklad åldersrelaterad hörselnedsättning, användning av ototoxiska läkemedel eller utvecklade inflammatoriska sjukdomar som orsakar hårcellsskador.

## Mekanism
Mekanismen bakom loudness recruitment är fortfarande kontroversiell, och de flesta forskare anser att den kan vara relaterad till en skada på hörselsnäckan. Eftersom de yttre hårcellerna fungerar som en aktiv förstärkare av basilarmembranets rörelse, kommer skador på de yttre hårcellerna att leda till minskad förstärkning av hörselsnäckans input-output-funktion vid lågintensiva ljud. Eftersom de yttre hårcellernas rörlighet bidrar med mindre effekt till högintensiva ljud, kommer detta att resultera i en brant input-output-funktion i hörselsnäckan. Därför har vissa forskare föreslagit att försämrad cochleär förstärkning på grund av skador på yttre hårceller är den huvudsakliga mekanismen för loudness recruitment. Denna spekulation fokuserar huvudsakligen på att bedöma effekten av skada på hörselsnäckan i relation till ljudstyrka, eftersom det centrala hörselsystemet har mindre inflytande på den auditiva uppfattningen av ljudstyrka.